# V Wars
『V Wars』（ヴィー・ウォーズ、ブイ・ウォーズ）は、2019年に配信されたアメリカ合衆国のテレビドラマシリーズ。ジョナサン・メイベリーの同名小説を原作に、人間を吸血鬼に変えてしまう未知のウイルスが広まる世界を描く。出演はイアン・サマーホルダー、エイドリアン・ホームズ、ジャッキー・ライなど。2019年12月5日にNetflixオリジナル作品として全世界へ配信され、1シーズン限りで打ち切りとなった。

## あらすじ
大学の研究医であるルーサーは親友のマイケルを連れ、連絡が取れなくなった北極の研究施設へ向かう。マイケルは北極で人間を吸血鬼に変えてしまう未知のウイルスに感染し、次々と恐ろしい異変が起こり始める。

## キャスト

### メイン
ルーサー
演 - イアン・サマーホルダー、吹替 - 竹内栄治
マイケル
演 - エイドリアン・ホームズ、吹替 - 遠藤大智
ケイリー・ヴォー
演 - ジャッキー・ライ、吹替 - 櫻庭有紗
デズモンド
演 - カイル・ハリソン・ブライトコフ、吹替 - 東内マリ子
カリックス・ニクロス
演 - ピーター・アウターブリッジ
ダニカ
演 - キンバリー＝スー・マーリー、吹替 - 福原綾香
エヴァ
演 - シドニー・メイヤー
Claire O'Hagan
演 - カンディス・マクルーア
ミラ
演 - ローラ・ヴァンダーヴォート

### リカーリング
Jess Swann
演 - ジェシカ・ハーモン
ジミー・セイント
演 - マイケル・グレイアイズ、吹替 - 大泊貴揮
ボビー
演 - グレッグ・ブリック、吹替 - 野坂尚也
Jergen Weber
演 - テディ・モイニハン、吹替 - 本橋大輔
Elegabulus
演 - テッド・アザートン
General Aldous May
演 - ジョナサン・ヒギンズ、吹替 - ボルケーノ太田
Theresa
演 - サマンサ・リアナ・コール
Senator Sasha Giroux
演 - ローラ・デ・カートレット
Detective Elysse Chambers
演 - ボー・マーティン、吹替 - 廣田悠美
Rachel Swann (Thompson)
演 - ニッキー・リード、吹替 - 石川ひとみ

## エピソード
| 通算 話数 | タイトル                                                      | 監督                   | 脚本                       | 公開日        |
| --------- | ------------------------------------------------------------- | ---------------------- | -------------------------- | ------------- |
| 1         | "病に倒れ" "Down with the Sickness"                           | Brad Turner            | Glenn Davis William Laurin | 2019年12月5日 |
| 2         | "血を分けた友" "Blood Brothers"                               | Brad Turner            | Glenn Davis William Laurin | 2019年12月5日 |
| 3         | "死のために立ち止まれず" "Because I Could Not Stop for Death" | T.J. Scott             | Glenn Davis William Laurin | 2019年12月5日 |
| 4         | "同憂の士" "Bad as Me"                                        | T.J. Scott             | Glenn Davis William Laurin | 2019年12月5日 |
| 5         | "静かに眠れ" "Cold Cold Ground"                               | Kaare Andrews          | Glenn Davis William Laurin | 2019年12月5日 |
| 6         | "ただ生きるだけではなく" "It's Not Enough to Have Lived"      | Marita Grabiak         | Glenn Davis William Laurin | 2019年12月5日 |
| 7         | "夜の闇は深まり" "The Night Is Darkening Round Me"            | ボビー・ロス           | Glenn Davis William Laurin | 2019年12月5日 |
| 8         | "赤い雨" "Red Rain"                                           | Brad Turner            | Glenn Davis William Laurin | 2019年12月5日 |
| 9         | "捕食遺伝子を求めて" "The Junkie Run of the Predator Gene"    | イアン・サマーホルダー | Glenn Davis William Laurin | 2019年12月5日 |
| 10        | "血を流しても屈せず" "Bloody but Unbow'd"                     | Brad Turner            | Glenn Davis William Laurin | 2019年12月5日 |

## 製作
2018年4月16日、Netflixは本作の製作を発表した。撮影は2018年6月にサドベリーとオンタリオ州ケンブリッジで始まり、2018年10月にカナダ・オンタリオ州トロントで終了した。
2020年3月30日、第1シーズン限りで打ち切りになったことが発表された。

## 評価

### 批評
本作は批評集積サイトのRotten Tomatoesに9件のレビューがあり、批評家支持率は56%、平均点は10点満点で6.73点となっている。